# Gilles Cantagrel
Gilles Cantagrel /ʒil kɑ̃taˈɡʀɛl/ (Parigi, 20 settembre 1937) è un musicologo, scrittore e insegnante francese.

## Biografia
Proveniente da una famiglia di professori melomani, iniziò lo studio della musica a 10 anni e iniziò a cantare in un coro di voci bianche a partire dal 1949, periodo in cui scopre Johann Sebastian Bach. Negli anni '60 studiò fisica al Conservatoire national des arts et métiers, storia dell'arte e della musica all'École Normale de Musique de Paris e al Conservatorio di Parigi. Fa inoltre pratica di organo e direzione corale. Dal 1964 si orienta verso il giornalismo e la comunicazione e scrive in rivista come Harmonie e Diapason.
Divenne produttore di emissioni radiofoniche in Francia (a France Musique a partire dal 1979) e all'estero e diresse i programmi di France Musique fra il 1984 e il 1987. Consigliere artistico presso il direttore di France Musique nel 1999, è stato vice-presidente della commissione musicale dell'Unione europea di radiodiffusione nel 1992.
È autore di una serie di film sulla storia dell'organo in Europa (4 DVD). Insegnante, conferenziere, animatore di dibattiti, nel 1985 partecipa alla creazione del salone della musica classica Musicora.
È stato presidente dell’Association des grandes orgues di Chartres dal 2003 al 2008. È amministratore di istituzioni come il Centre de musique baroque de Versailles e membro del consiglio di sorveglianza della Neue Bachgesellschaft di Lipsia.
Nel 2001 è stato nominato membro dell'Haut comité des commémorations nationales, lasciando poi l'incarico nel 2018.
È stato conferenziere alla Sorbona a partire dal 1998, intervenendo al Conservatorio di Parigi e in vari conservatori e università in Francia, in Svizzera e in Canada. Tiene conferenze in Europa e in America del Nord ed è membro di giurie di concorsi internazionali. Ha inoltre creato e diretto un pellegrinaggio in Turingia e in Sassonia intitolato  Sur les traces de Bach, che ha permesso a quasi 500 persone nel corso di 21 viaggi di una settimana di scoprire il Paese di J.S. Bach.
È cavaliere della Legion d'onore, commendatore delle Arti e delle lettere, croce dell'Ordine al merito di Germania e Distinzione d'oro della provincia di Vienna (Austria). Nel 2006 è stato eletto corrispondente dell'Académie des Beaux-Arts.
Noto esperto del Kantor di Lipsia e della sua epoca, partecipa regolarmente a numerosi festival in Francia, in Svizzera e in Québec. È stato eletto membro onorario (Ehrenmitgliedschaft) della Neue Bachgesellschaft, Società Bach internazionale di Lipsia fondata nel 1900.
È stato membro dell'associazione Presse musicale internationale per numerosi anni.

## Pubblicazioni

### Opere
- con Harry Halbreich, Le livre d'or de l'orgue français,  Calliope/Marval, Parigi, 1976, 203 pp., OCLC 2911624, BnF FRBNF37441705
- Guide pratique du discophile, Diapason, 1978
- Dictionnaire des disques, Robert Laffont, 1981
- Bach en son temps, Fayard, 1982-1997, ISBN 2213600074
- Guide de la musique d'orgue, Fayard, 1991-2012.
- con Claudette Douay, L'Orchestre national de France, Van De Velde, 1994,
- con Brigitte François-Sappey (a cura di), Guide de la mélodie et du lied, Fayard, 1994, ISBN 9782213592107
- Bach pédagogue, Marsyas, 1996
- Le Moulin et la Rivière: Air et variations sur Bach, Fayard, coll. «Les chemins de la musique», 1998, 664 pp., ISBN 2-213-60128-3, OCLC 467090761, BnF FRBNF36709207
- Passion Bach, l'album d'une vie, Textuel, 2000
- Bach, Ars oratoria, Bach Pilgrimage, 2000
- Unter dem Zeichen des Wassers, Triangel, 2000
- Tempérament, Tonalités, Affects. Un exemple: si mineur, Ostinato Rigore, 2001
- Musica e gola, Enciclopedia della Musica (Torino, 2002) - edizione in francese, 2004
- Georg Philipp Telemann ou le Célèbre Inconnu, Papillon, 2003-2005, ISBN 2940310157
- La Rencontre de Lübeck, Bach et Buxtehude, Desclée de Brouwer, 2003-2015, ISBN 9782220058085
- Les plus beaux manuscrits de la musique classique, Editions de La Martinière, 2003, ISBN 2-7324-2989-9
- Le Baroque et le Signe, Université Jean Moulin Lyon 3, 2004
- Les plus beaux manuscrits de Mozart,   Editions de la Martinière, 2005, ISBN 2-7324-3266-0
- L'Europe du Baroque, ou le Concert des Nations, Parigi, 2005
- Mozart, Don Giovanni, le manuscrit, Textuel, 2005, ISBN 2732432660
- Dietrich Buxtehude: et la musique en Allemagne du Nord dans la seconde moitié du XVIIe siècle, Fayard, 2006, 508 pp., ISBN 2-213-63100-X, OCLC 717664442
- Mozart, Académie des Beaux Arts, 2007
- De Schütz à Bach. La musique du baroque en Allemagne, Fayard, 2008, ISBN 2213638322, OCLC 311743762
- J.S. Bach, de l'angoisse à la création, Académie de médecine, 2009
- Les Cantates de Jean-Sébastien Bach, Fayard, 2010, ISBN 9782213644349
- J. S. Bach, Passions, Messes et Motets, Fayard, 2011, ISBN 9782213663029
- Bach, la Chair et l'Esprit, libro con 6 CD, Alpha, 2011
- Mozart. Le Quintette en ré majeur, PUF, 2013
- Carl Philipp Emanuel Bach et l’âge de la sensibilité , Papillon, 2013
- Passion Baroque, Fayard, 2015, ISBN 9782213685908
- L'émotion musicale à l'âge baroque, Seuil, 2016
- J.-S. Bach, l'œuvre instrumentale, Buchet-Chastel, 2018, ISBN 9782283031131, OCLC 1019660851,
- La créativité à l'œuvre chez J. S. Bach, Entretien avec Gilles Cantagrel, realizzato da Anne-Laure Saives e Annie Camus, JFD Editions, 2018, ISBN 9782924651865,
- Sur les Traces de J.S. Bach, Buchet-Chastel, 2021

### Direzione o partecipazione a pubblicazioni collettive
- Larousse de la musique,
- Dictionnaire des auteurs,
- Dictionnaire des œuvres,
- Encycopaedia universalis,
- Grove Dictionary of musicians.

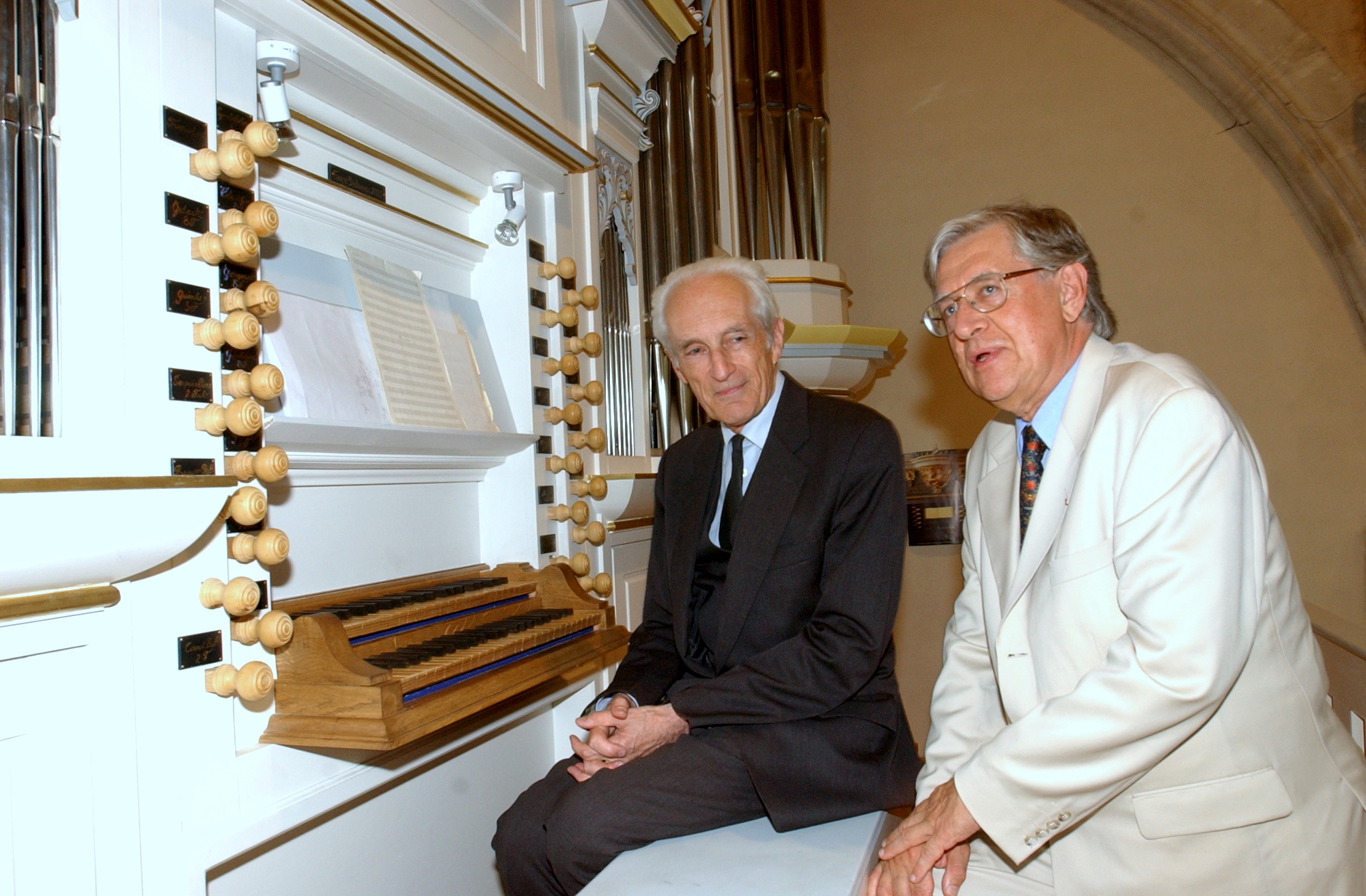
Gilles Cantagrel con Gustav Leonhardt a Pontaumur nel 2004.
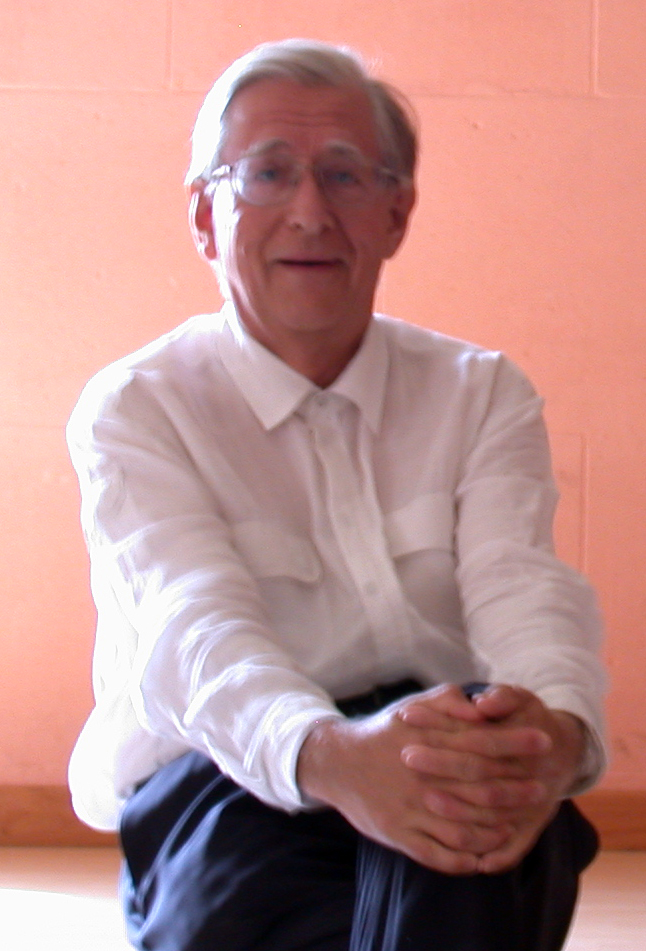
Gilles Cantagrel al Festival Bach en Combrailles nel 2005
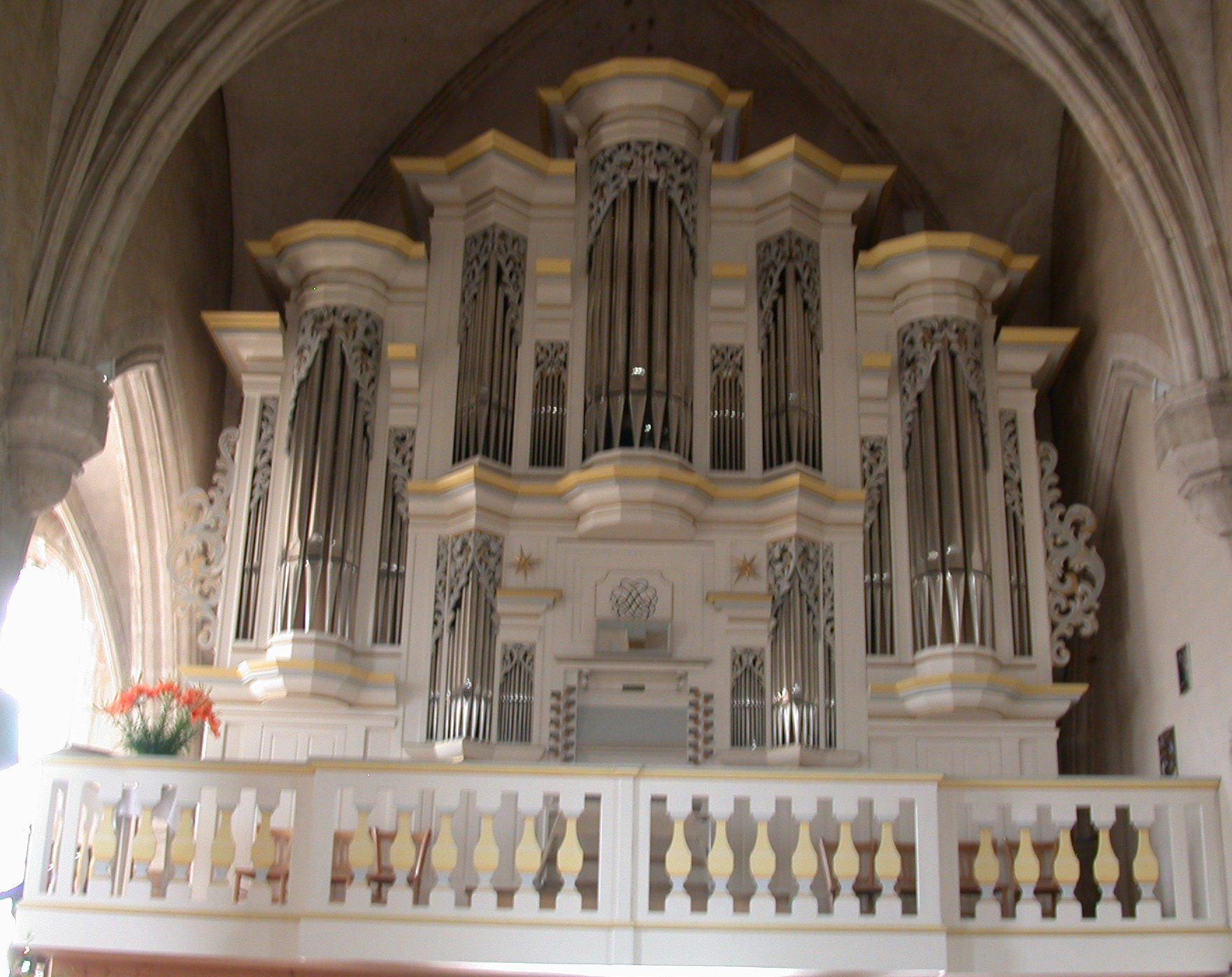
L'organo di Pontaumur, copia di quello di Arnstadt (Turingia)
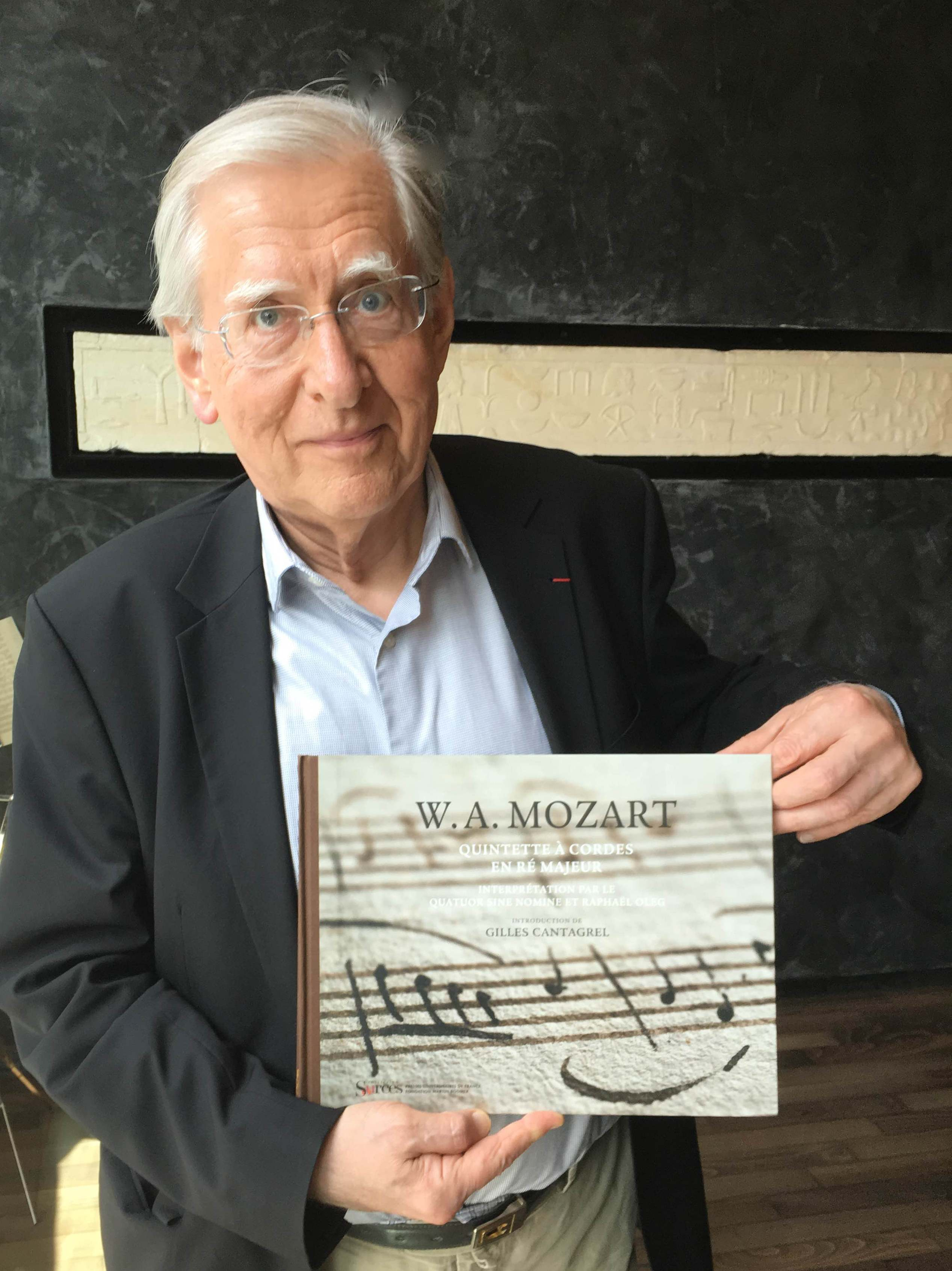
Fondazione Bodmer a Ginevra nel 2016